# Vani Trako
Vani Trako (ur. 7 stycznia 1923 we wsi Boboshticë k. Korczy, zm. 28 grudnia 2009) – albański aktor. 

## Życiorys
Syn Thomy i Athiny Trako. Jako dziecko śpiewał w chórze kościelnym katedry prawosławnej w Korczy. W 1937 rozpoczął naukę w seminarium prawosławnym Jovan Banka w Korczy, ale w czasie okupacji włoskiej szkoła została zamknięta. W 1940 przeniósł się do Tirany i rozpoczął działalność w ruchu oporu. W 1942 został aresztowany i spędził kilka miesięcy w więzieniu. W 1945 występował w chórze działającym przy II dywizji Armii Wyzwolenia Narodowego. W 1945 występował w zespole teatralnym, kierowanym przez Sokrata Mio. W 1947 zakończył służbę wojskową i powrócił do Korczy, gdzie uczestniczył w zakładaniu zawodowej sceny teatralnej. Występy na scenie teatru Andon Zako Cajupi w Korczy łączył z pracą w miejscowym domu kultury. W latach 60. pełnił funkcję dyrektora sceny w Korczy, występował w nim także w roli reżysera. Od roku 1998 kierował chórem kościelnym, działającym przy cerkwi św. Ilji w Korczy.
W 1958 zadebiutował na dużym ekranie niewielką rolą w filmie Tana. Zagrał w sześciu filmach fabularnych, w większości były to role drugoplanowe.
Był żonaty (żona Qefser z d. Kushe była aktorką), miał dwoje dzieci.

## Role filmowe
- 1958: Tana
- 1975: Rrugicat që kërkonin diell
- 1976: Përballimi
- 1977: Flamur ne dallge jako Miku
- 1979: Me hapin e shokëve jako ojciec Sokola
- 1980: Dëshmorët e monumenteve jako ojciec Andreasa
- 1981: Agimet e stinës së madhe jako Banushi